# Cour des comptes (Maroc)
Pour les articles homonymes, voir Cour des comptes.
La Cour des comptes est une juridiction financière marocaine prévue par l'article 147 de la Constitution et chargée principalement de contrôler la régularité des comptes publics de l'État, des entreprises publiques, des communes ainsi que des partis politiques marocains. Son président depuis 2012 est Driss Jettou. En 2021, sa majesté le Roi Mohamed VI, nomme Zineb El Adaoui, 4ème Présidente de la Cour des Comptes Marocaine.

## Histoire
La cour des comptes est créée en 1979 par la Loi 12-79 . En 1996, elle est inscrite dans la constitution marocaine. Son directeur pendant plus de 26 ans est Abdessadek Glaoui. En 2003 il est remplacé par Ahmed Midaoui.
Le 9 août 2012 le Roi Mohammed VI nomme Driss Jettou président de la Cour des comptes.
Le 22 mars 2021 le Roi Mohammed VI nomme Zineb El Adaoui présidente de la Cour des Comptes.

### Liste des présidents
| Premier président | Nomination                                                                                           |
| ----------------- | --- |
| Abdessadek Glaoui | 1976 3 ans avant la date d'entrée en vigueur de la loi portant création de la Cour des comptes(1979) |
| Ahmed El Midaoui  | 20 février 2003                                                                                      |
| Driss Jettou      | 9 août 2012                                                                                          |
| Zineb El Adaoui   | 22 mars 2021                                                                                         |

## Fonctionnement

### Audit des comptes publics
La Cour des comptes se charge de contrôler la régularité des comptes publics de :
- l'État marocain
- Des Établissements et entreprises publics
- Des communes
- Des régions
- Des partis politiques marocains.

La Cour peut être saisie par le chef du gouvernement marocain ou par le procureur général du roi. Elle peut également s'auto-saisir.

### Contrôle du patrimoine des élus
Depuis février 2010 les ministres, chef de cabinets de ministres, parlementaires et magistrats des tribunaux doivent obligatoirement déclarer leur patrimoine par écrit à la Cour des comptes au début et à la fin de leur mandat.